# Carolina Eyck
Carolina Eyck (ur. 26 grudnia 1987 koło Berlina) – niemiecka thereministka, kompozytorka i autorka pochodzenia serbołużyckiego. Jej występy na całym świecie pomogły w promocji tego instrumentu.

## Życiorys
Rodzice Eyck są muzykami. Kupili wynaleziony w 1919 roku instrument elektroniczny theremin i córka uczyła się na nim grać równolegle z nauką gry na innych instrumentach. W 2010 roku ukończyła studia gry na altówce w Kungliga Musikhögskolan w Sztokholmie. Gra na thereminie Big Briar series 91A zaprojektowanym przez Roberta Mooga, Etherwave Pro i rosyjskim tVOX Tour.
Debiutowała w 2002 roku z Berliner Philhamoniker. Koncertowała w Polsce, Czechach, Luksemburgu, Szwecji, Finlandii, Wielkiej Brytanii, Włoszech, Szwajcarii, Austrii, Japonii, Meksyku, Chile, Portugalii, Węgrzech, Pakistanie, Turcji i Stanach Zjednoczonych. Podczas swoich tras koncertowych występowała z muzykami takimi jak: Heinz Holliger, Robert Kolinsky, Gerhard Oppitz, Andrzej Boreyko, Michael Sanderling, Gürer Aykal, John Storgårds oraz z orkiestrami: Berlińską Orkiestrą Symfoniczną, Berneńską Orkiestrą Symfoniczną, Essen Philharmonic Orchestra, Brandenburgia Orchestra, Stuttgart Philharmonic Orchestra, Heidelberg Symphonic Orchestra i Mozarteum Orchestra Salzburg.
Jako muzyk gościnny razem z Baletem Hamburskim koncertowała w Japonii i San Francisco z baletem Mała Syrenka Lery Auerbach.
Po 2011 roku zaczęły powstawać kompozycje na theremin, niektóre pisane i dedykowane Carolinie Eyck. Pierwszą był koncert na theremin i orkiestrę Air Andrew Normana. Światowa premiera miała miejsce 13 kwietnia 2011 roku w Heidelbergu.
W 2012 roku Eyck zagrała solo na thereminie podczas światowej premiery dwóch symfonii Mesopotamia i Universe tureckiego pianisty i kompozytora Fazıla Saya. Fiński kompozytor Kalevi Aho zadedykował jej koncert na thereminie Acht Jahreszeiten (Eight Seasons), którego premiera miała miejsce w październiku 2012 roku. Koncert na theremin Dancefloor With Pulsing francuskiego kompozytora Regisa Campo został napisany specjalnie dla Eyck, a prawykonanie z Filharmonią Brukselską miało miejsce w 2018 roku.
W 2006 roku Eyck opublikowała pierwszą książkę The Art of Playing the Theremin, opisując swoje metody gry na thereminie. Dzięki jej technice grający jest w stanie dostroić theremin do swojej ręki i polegać na pozycji palców, zamiast korygować dźwięk po usłyszeniu. Od 2010 roku jest dyrektorem artystycznym Letniej Akademii Thereminu w Colmar we Francji.
14 sierpnia 2020 roku Eyck pojawiła się w programie BBC Radio 3 In Tune, aby opowiedzieć o thereminie. Podczas audycji wykonała fragment skomponowanego przez siebie utworu Friend, a także pełną wersję muzyki z serialu Doctor Who.

## Nagrody
- 2015: nagroda Echo Klassik w kategorii nagranie koncertowe roku (muzyka XX / XXI wieku) za wykonanie koncertu Acht Jahreszeiten (Eight Seasons) Kalevi Aho pod dyrekcją Johna Storgårds i nagranie z Lapland Chamber Orchestra wydanego w 2014 roku przez BIS records[15].
- 2006: wygrała Międzynarodowy Konkurs Kompozytorski zorganizowany przez Radio / TV Berlin-Brandenburg[16]

## Publikacje
- EYCK, Carolina – The Art of Playing the Theremin. SERVI Verlag, Berlin 2006, ISBN 3-933757-08-8.
- EYCK, Carolina – Die Kunst des Thereminspiels. SERVI Verlag, Berlin 2006, ISBN 3-933757-07-X, EAN 4025 1187 0631 – wersja po niemiecku